# Flora Sadler
Flora Munro Sadler, née McBain le 4 juin 1912 à Aberdeen et morte le 25 décembre 2000 dans la même ville, est une mathématicienne et astronome écossaise. Elle fut la première femme à occuper un poste de direction à l'Observatoire royal de Greenwich et la première rédactrice en chef des Monthly Notices of the Royal Astronomical Society.

## Carrière académique
Flora Sadler est diplômée avec mention en physique et en astronomie de l'Université d'Aberdeen en 1934. De 1934 à 1937, elle occupe des postes de démonstratrice, de maître de conférences en mathématiques appliquées et de chercheuse sur les sources de radium pour le traitement du cancer. En 1936, elle participe à une exposition en Sibérie avec son professeur John A. Carroll (en) pour voir une éclipse solaire totale.
Afin de se préparer à l'expédition, elle passa l'été 1935 à étudier au Nautical Almanac Office (NAO) et devint en 1937 la première femme scientifique nommée à un poste supérieur à l'Observatoire royal de Greenwich, dont le NAO faisait partie. Après la Seconde Guerre mondiale, elle a été promue au poste d'officier scientifique principal.
Flora Sadler s'est spécialisée dans le calcul de tables astronomiques et de navigation, en particulier le mouvement de la lune et la prédiction des éclipses d'étoiles. Elle a collaboré à l'échelle internationale et son travail a eu une importance dans la détermination de la variation de la rotation de la Terre et de l'établissement du temps.

## Royal Astronomical Society
Flora Sadler a assumé les fonctions de rédactrice en chef de la revue professionnelle de la Royal Astronomical Society, Monthly Notices of the Royal Astronomical Society, en février 1948 et, en raison de cette expérience, elle devint la première femme à être nommée secrétaire de la Royal Astronomical Society, poste qu'elle occupa de 1949 à 1954.